# Emma Sulter
Emma, Hilaire Sulter  (née le 14 janvier 1952 à Fort-de-France) est une athlète française, spécialiste des épreuves de sprint.

## Biographie
La sprinteuse antillaise remporte le titre national du 200 m en 1974.
Championne de France du 100 mètres en 1976, elle réalise les minimas exigés pour les Jeux olympiques lors du mémorial Marie-Perrine au stade Louis-Achille à Fort-de-France. Le directeur Technique National invalide sa qualification et l’oblige à refaire les minimas en métropole, ce qu'elle parvient de nouveau à faire. Mais alors qu'elle est au village olympique de Montréal, elle apprend par deux athlètes françaises que son entraîneur refuse de l'ligner sur cette distance du 100 mètres, pour laquelle elle s’était préparée. Des années plus tard, elle évoque ces discriminations : « Nous étions comme des pestiférés. On nous regardait de haut. Pour eux, il y avait trop d’Antillais dans l’équipe. C’est à peine si nous étions français », .
Elle accomplit le meilleur temps des Françaises en 1977 sur le 100 m en 11 s 43.
Elle participe aux Jeux olympiques de 1980, à Moscou. Éliminée en demi-finale du 100 m, elle se classe cinquième de la finale du relais 4 × 100 m, en compagnie de Véronique Grandrieux, Chantal Réga et Raymonde Naigre.
Lors de la saison 1980, elle améliore à trois reprises le record de France du relais 4 × 100 mètres.
Emma Sulter exerce ensuite le métier de professeur d'éducation physique et sportive en Martinique.
Après sa carrière, elle apprendra que la Fédération française d'athlétisme avait omis d'intégrer des trimestres dans le décompte de sa retraite.

### Palmarès
- Championnats de France d'athlétisme :
  - vainqueur du 200 m 1974.

### Records
| Épreuve | Performance | Lieu | Date |
| ------- | ----------- | ---- | ---- |
| 100 m   | 11 s 43     |      | 1977 |
| 200 m   | 23 s 40     |      | 1980 |

## Décoration
- Chevalier de l'ordre national du Mérite[4].